# Sval spánkový

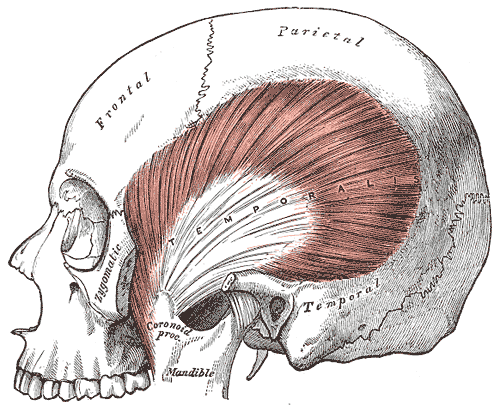
Sval spánkový

Sval spánkový, lat. musculus temporalis, je jeden ze žvýkacích svalů. Jako ostatní žvýkací svaly je původem z 1. žaberního oblouku, proto tyto svaly mají i stejnou inervaci.

## Uložení a stavba
Sval je uložen ve spánkové jámě (fossa temporalis). Začátky svalu jsou upnuty na kost temenní, jeho okraje můžeme najít při mírně vyvýšené spodní kostěné liště linea temporalis inferior. Sval pokračuje vějířovitě pod jařmovým obloukem směrem k výběžku dolní čelisti proc. coronoideus, kde je upnut šlachou a po němž ještě sestupuje. Může mít i spojky např. se svalem týlním. Sval je pokryt vazivovou povázkou (fascií), která je připojena k mírně vyvýšené vrchní kostěné liště kosti týlní linea temporalis superior.
Většina snopců spánkového svalu jde směrem k úponu šikmo. Sval může u každého z nás být různě vyvinutý a mít i variabilní rozsah ve všech směrech.

## Funkce
- přitahuje dolní čelist k čelisti horní, tzn. že zavírá ústa – addukce či elevace mandibuly.
- jelikož jsou svalové snopce uloženy šikmo k dolní čelisti, sval je schopen táhnout vysunutou čelist dozadu – retrakce neboli retropulze mandibuly.

## Inervace
Protože je sval derivátem 1. žaberního oblouku, je inervován V. hlavovým nervem, nervem trojklaným (n. trigeminus), konkrétně jeho nervi temporales profundi ze 3. větve n. mandibularis.